# A Night at the Roxbury
A Night at the Roxbury é um filme americano de comédia lançado em 1998, dirigido por John Fortenberry e estrelado por Will Ferrell, Chris Kattan, Molly Shannon e Colin Quinn.

## Sinopse
Os irmãos Steve (Will Ferrell) e Doug Butabi (Chris Kattan) são dois caras que sempre andam com roupas extravagantes, vão em discotecas e têm certeza que estão arrasando. Eles tentam arrumar garotas mas quase sempre saem frustrados. Os dois têm o sonho de abrir sua própria boate, mas isso é complicado, no entanto, pelo fato de que eles nem sequer conseguem entrar nas casas noturnas da cidade. Sempre rejeitados pelas personalidades da noite, os dois partem em busca de reconhecimento.
Steve e Doug estão determinados a entrar na boate Roxbury, a mais bem frequentada de Los Angeles. As situação começa a mudar para eles quando numa noite envolvem-se num pequeno acidente com o carro do ator Richard Grieco, que é um frequentador recorrente do lugar e os ajudam a entrar no clube, onde mantêm contato com o proprietário da casa e acabam conhecendo duas "gatas" suspeitas, Cambi e Vivica, que acreditam que eles são os ricaços da casa.

## Elenco
- Chris Kattan.... Doug Butabi
- Will Ferrell.... Steve Butabi
- Loni Anderson.... Barbara Butabi
- Dan Hedaya.... Kamehl Butabi
- Molly Shannon.... Emily Sanderson
- Dwayne Hickman.... Fred Sanderson
- Maree Cheatham.... Mabel Sanderson
- Michael Clark Duncan ... Segurança
- Lochlyn Munro.... Craig
- Richard Grieco.... Ele mesmo
- Jennifer Coolidge.... Policial Hottie
- Meredith Scott Lynn.... Credit Vixen
- Elisa Donovan.... Cambi
- Gigi Rice.... Vivica
- Colin Quinn.... Dooey
- Eva Mendes.... Dama de honra
- Mark McKinney.... Padre Williams
- Chazz Palminteri.... Benny Zadir (não-creditado)

## Trilha sonora
Lançado em CD
1. "What Is Love" - Haddaway (3:35)
2. "Bamboogie (Radio Edit)" - Bamboo (3:15)
3. "Make That Money (Roxbury Remix)" - Robi Rob's Club World (3:51)
4. "Disco Inferno" - Cyndi Lauper (3:18)
5. "Do Ya Think I'm Sexy" - N-Trance feat. Rod Stewart (3:25)
6. "Pop Muzik" - 3rd Party (3:05)
7. "Insomnia (Monster Mix)" - Faithless (3:45)
8. "Be My Lover (Club Mix)" - La Bouche (5:35)
9. "This Is Your Night" - Amber (3:52)
10. "Beautiful Life" - Ace of Base (3:11)
11. "Where Do You Go (Ocean Drive Mix)" - No Mercy (7:21)
12. "A Little Bit of Ecstasy" - Jocelyn Enriquez (3:59)
13. "What Is Love? (Refreshmento Extro Radio Mix)" - Haddaway
14. "Careless Whisper" - Tamia (5:27)